# Rio Orseolo
Rio Orseolo, è un breve corso d'acqua interno veneziano situato nel sestiere di San Marco.

## Origine del nome
Il nome deriva dall'ospizio Orseolo, voluto da Pietro I Orseolo nella zona di San Marco e che venne trasferito nelle immediate vicinanze verso la fine del XVI secolo.

## Descrizione

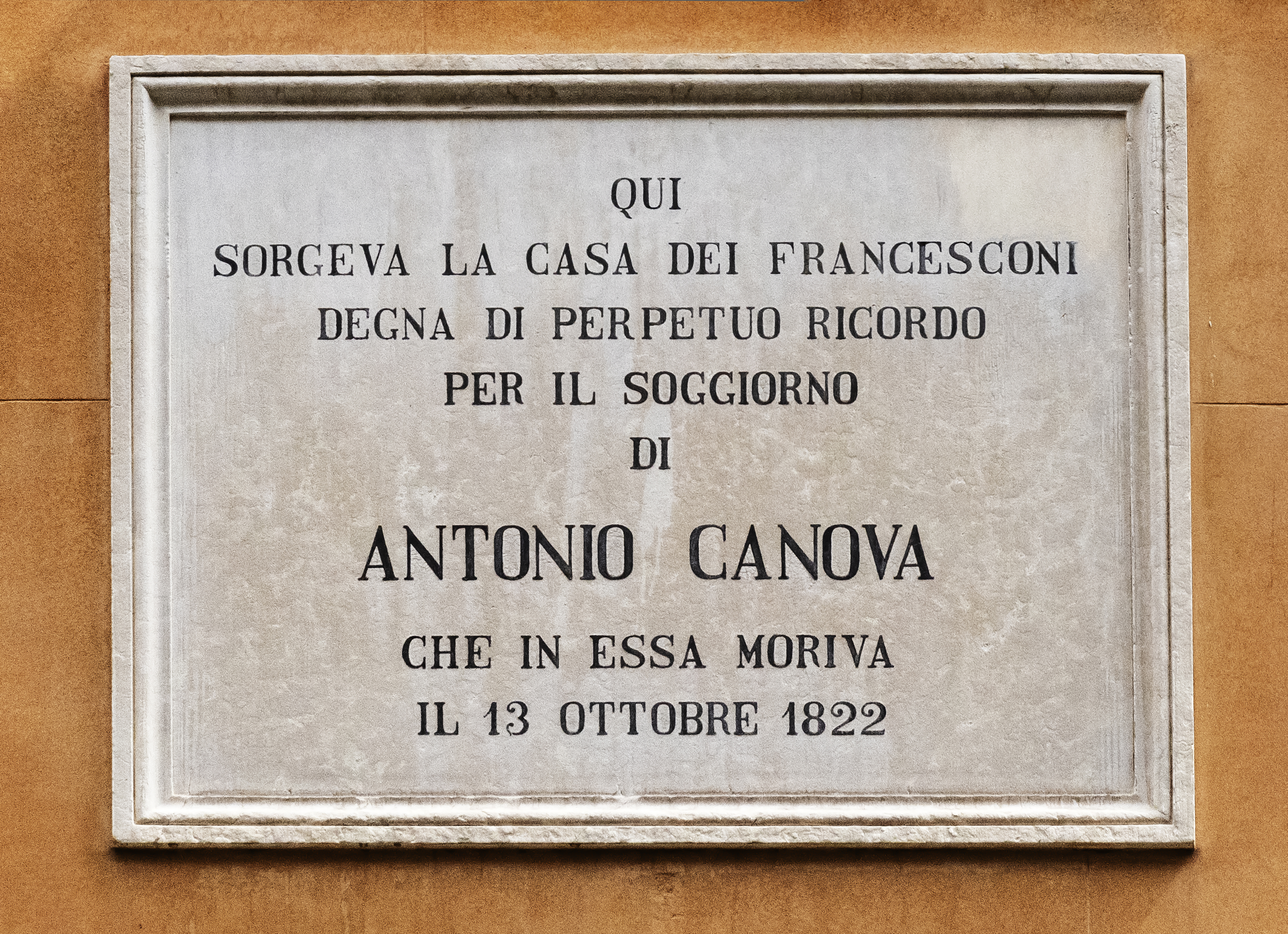
Bacino Orseolo. Lapide che ricorda Antonio Canova.

Il breve canale si trova tutto all'interno del sestiere di San Marco e con Rio dei Scoacamini, Rio dei Ferai, Rio del Cappello e Rio delle Procuratie forma una piccola isola con vari monumenti importanti, come la chiesa di Santa Croce degli Armeni.

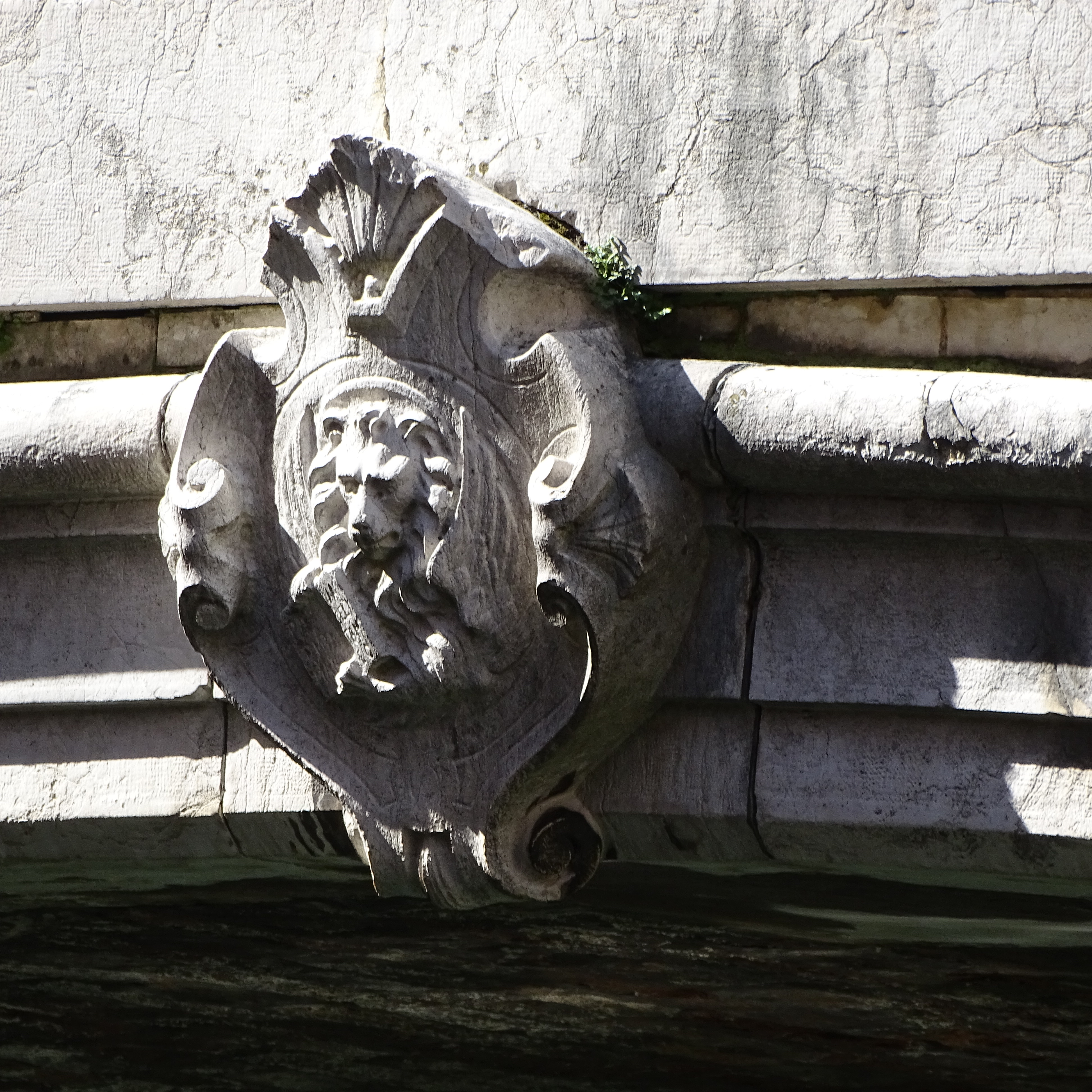
Ponte Goldoni. Particolare con lo stemma del Leone di San Marco.

Il bacino Orseolo, posto all'estremità est del rio, è il punto dove stazionano le imbarcazioni per i turisti. Sul canale passano due ponti:
- Ponte Goldoni
- Ponte Tron o de la Piavola[4]

## Luoghi d'interesse
- Chiesa di Santa Croce degli Armeni
- Bacino Orseolo.  Sul bacino, voluto come approdo per gondole nelle vicinanze del cuore storico cittadino e creato nella seconda metà del XIX secolo, vi si affacciano vari edifici storici. In uno di questi palazzi morì, nel 1822, lo scultore e pittore Antonio Canova
- Palazzo del Banco di Napoli
- Palazzo della Banca Nazionale del Lavoro